# Alexej Nikolajevič Kuropatkin
Alexej Nikolajevič Kuropatkin (rusky Алексей Николаевич Куропаткин; 29. března 1848 Cholm – 16. ledna 1925 Toropec) byl ruský generál a ministr vojenství, také známý jako vojenský spisovatel a cestovatel.
Vzdělání získal v Pavlovské vojenské škole, kterou ukončil s vyznamenáním v hodnosti poručíka. Roku 1864 vstoupil do 1. turkestánského střeleckého praporu, stal se důstojníkem v roce 1866 a byl tak úspěšný, že byl vyslán jako vedoucí diplomaticko-vojenské mise k emírovi Jakubovi do Kašgaru. Své zkušenosti z tohoto regionu pak zúročil v cestovním průvodci po Kašgaru, který vyšel na začátku 70. let 19. století. Kuropatkin poté nastoupil na Akademii generálního štábu, kterou absolvoval v roce 1874, a poté jako dobrovolník odejel do Alžíru. Po návratu odešel znovu do Turkestánu, kde se podílel na dobytí Kokandu a Samarkandu. Poté byl jmenován do generálního štábu v Petrohradě, kde po určitou dobu vedl asijskou sekci a také zastával funkci mimořádného profesora vojenské statistiky v Akademii generálního štábu. V rusko-turecké válce 1877–1878 působil jako náčelník štábu 16. pěší divize pod velením generála Skobeleva. V roce 1879 mu bylo svěřeno velení Turkestánské střelecké brigády, s níž se zúčastnil tažení proti Achal-Teke (1880–1881) v dnešním Turkmenistánu. 12. ledna 1881 dobyl Geok Tepe, za což obdržel Řád svatého Jiří 3. třídy, a pak napsal podrobnou knihu o tažení. V roce 1882 byl povýšen na generálmajora a v roce 1883 přidělen do generálního štábu, kde odpovídal za strategické záležitosti. V roce 1890 byl povýšen na generálporučíka a jmenován náčelníkem Zakaspické oblasti a velitelem tamních vojsk.
V roce 1898 Kuropatkin převzal post ministra vojenství od Pjotra Vannovského. Během jeho funkčního období zesílilo napětí s Japonskem, které vedlo k rusko-japonské válce let 1904/05. Kuropatkin podcenil japonskou hrozbu, soustřeďoval se výhradně na válečné přípravy na hranicích s Německem a Rakousko-Uherskem. Každý rubl, který byl vynaložen na udržování vojenských sil na Dálném Východě, pokládal za zbytečný přepych. V únoru 1904 Kuropatkin převzal velení ruských armád v Mandžusku. V říjnu pak převzal jako nástupce odvolaného admirála Jevgenije Alexejeva nejvyšší velení nad všemi ruskými ozbrojenými silami na Dálném východě. Po porážce v bitvě u Mukdenu v březnu 1905 nabídl rezignaci a byl nahrazen generálem Nikolajem Linevičem, předchozím velitelem 1. mandžuské armády, kterou po něm Kuropatkin převzal. Po skončení války se vzdal také tohoto velení a odešel do soukromého života. Současníci Kuropatkina obviňovali, že jeho obranná strategie způsobila porážku. Reagoval na to rozsáhlou zprávou popisující jeho pohled na válku, která vyšla v několika jazycích jako vícesvazkové dílo Ruská armáda a japonská válka.
Během první světové války se opět ucházel o velitelské místo a v říjnu 1915 převzal velení sboru granátníků. 30. ledna 1916 byl krátce velitelem 5. armády. 20. února 1916 byl jmenován vrchním velitelem Severního frontu a v červenci byl převelen do Turkestánu na místo turkestánského generálního gubernátora a velitele Tuskerstánského vojenského okruhu, aby potlačil povstání, které tam vypuklo. Po únorové revoluci v roce 1917 byl dočasně zatčen, ale opět propuštěn prozatímní vládou. Vrátil se do svého rodného města, kde až do své smrti vedl zemědělskou školu.